# 吳璟儁
吳璟儁（英語：Kenneth Ng King-tsun，1984年5月22日—），祖籍順德，現任西九文化區管理局擔任傳訊及公共事務總經理，是前任政制及內地事務局政治助理，前香港新聞工作者，前無綫電視新聞記者、節目主持及報道員。

## 簡歷
吳璟儁畢業於新界鄉議局元朗區中學及香港中文大學政治與行政學系，於中學期間，參與過網上獨立短片制作媒體蟲蟲工作室的製作及演出。
2006年中，吳璟儁加入無綫新聞任職無綫收費電視新聞台主播，2007年轉職記者，專責採訪本港和澳門的政治新聞，同時兼任不同時段的新聞主播以及一系列時事節目主持。2008年，吳璟儁是新聞部報道北京奧運的其中一名記者，專責報道在香港舉行的馬術項目。2009年1月3日，吳璟儁取代區家麟主持專題節目《新聞透視》，同年9月他以停薪留職的方式，負笈海外進修，在英國布里斯托大學取得國際發展學碩士學位。
回港後，吳璟儁繼續採訪政治新聞，除了兼任多個新聞時段主播、主持《新聞透視》和多個特備新聞節目，2012年他聯同其他政治記者開設時政訪談節目《講清講楚》，每周主持一至兩集直播訪問。吳璟儁於2008年、2012年和2016年，連續三屆立法會選舉擔任通宵直播主持，2012年至2016年連續五年主持《香港大事回顧》，他亦是《2010兩岸大事回顧》及《2011兩岸大事回顧》的主持。
吳璟儁擔任過無綫電視翡翠台不同時段的新聞主播，2011年1月8日起，吳璟儁開始主持星期六、日的《晚間新聞》，3月14日起兼任星期一至五《晚間新聞》的替更主播。4月9日起擔任《六點半新聞報道》的主播。8月29日起，吳璟儁正式擔任星期一至五《晚間新聞》的常規主播。
擔任記者期間，吳璟儁多次獲派往海外採訪，包括2009年和2010年的諾貝爾獎頒獎典禮，2012年希臘歐債危機和國會大選，2015年3月到新加坡採訪李光耀逝世消息，以及2016年到美國採訪總統大選等。
2015年，吳璟儁獲晉升為首席記者，2016年轉任《新聞透視》首席編輯。2017年3月14日，首次主持《2017年行政長官選舉辯論》，拍檔為有線新聞台總主播王春媚。
2017年9月25日，吳璟儁離開無綫新聞，結束與無綫新聞11年的賓主關係，轉任政制及內地事務局局長政治助理。
2019年9月26日，吳璟儁在灣仔伊利沙伯體育館主持反送中運動期間特首與市民的首場「社區對話」。
2019年10月17日，吳璟儁主持特首的Facebook Live「和理傾．施政報告」。

### 近況
2021年8月19日，政府發言人，吳璟儁辭去政制及內地事務局局長政治助理的一職，翌日起休假，直至8月30日才離任，後轉到西九文化區管理局擔任傳訊及公共事務總經理。

## 軼事
2012年12月30日，吳璟儁於中環美心大酒樓筵開近50席，迎娶無綫新聞部前編輯女朋友鄭悅朗。
2013年3月26日下午4時許，吳璟儁在將軍澳電視城新聞中心收到一份內藏一把軍刀及一張字條的包裹。他基於人身安全理由，決定報警處理，警務處將案件列為刑事恐嚇。
2015年11月10日，有週刊報導吳璟儁與同台記者藍可盈有曖昧關係，吳璟儁當晚如常報道《晚間新聞》。2017年6月有報道指二人再一同主持《晚間新聞》，二人沒表現尷尬。

## 重點新聞
- 2010年12月9日到挪威首都奧斯陸採訪諾貝爾和平獎頒獎禮。
- 2010年12月14日到印度新德里及巴基斯坦伊斯蘭堡全程報導中国總理溫家寶外訪行程。
- 2011年3月11日─3月25日主持到日本九級地震及福島第一核電廠洩漏輻射的特備新聞節目。
- 2011年5月2日主持策劃到美國九一一襲擊事件的幕後主腦拉登死訊的特備新聞節目《拉登之死》。
- 2011年12月19日主持特備新聞節目《金正日逝世》[19]。

## 主持

### 新聞節目
- 《講清講楚》
- 《晚間新聞》
- 《六點半新聞報道》
- 《午間新聞》
- 《新聞透視》（2009年1月至9月、2010年10月2日至2012年9月20日、2013年9月19日至2014年7月3日、7月24日─）
- 《風暴消息》（2012年6月30日、2014年9月16日）
- 《星期日檔案》（2016年11月6日）

### 大事回顧
- 《2010兩岸大事回顧》（2010年）
- 《2011兩岸大事回顧》（2011年）
- 夥拍與周嘉儀主持《2012香港大事回顧》（2012年）
- 夥拍與鄭萃雯主持《2013香港大事回顧》（2013年）
- 夥拍與陳嘉欣主持《2014香港大事回顧》（2014年）
- 夥拍與羅若安主持《2015香港大事回顧》（2015年）
- 夥拍與陳嘉欣主持《2016香港大事回顧》（2016年）

### 特備節目
- 《澳門十年》（2009年）
- 《世紀弊案》（2009年）
- 《日本大地震》（2011年）
- 《拉登之死》（2011年）
- 《金正日逝世》（2011年）
- 《台灣大選》（2012年）
- 《特首選戰》（2012年）
- 《2012年行政長官候選人答問大會》（2012年）
- 《新特首》（2012年）
- 《美國總統大選》（2012年）
- 《中共第五代領導人》（2012年）
- 《預算案多面睇》（2013年）
- 《佔中》（2014年）
- 《政府、學聯對話》（2014年）
- 《李光耀逝世》（2015年）
- 《習馬會》（2015年）
- 《台灣選戰》（2016年）
- 《新特首》（2017年）

## 歌曲
- 《錯》「蟲蟲工作室」作品《BJ》主題曲（2002年）

## 外部連結
- 《BJ》 主題曲《錯》
- 吳璟儁 Kenneth Ng King Chun非官方臉譜專頁

| 政府职务      | 政府职务                                              | 政府职务    |
| ------------- | ----------------------------------------------------- | ----------- |
| 前任： 陳岳鵬 | 政制及內地事務局政治助理 2017年9月25日－2021年8月30日 | 繼任： 懸空 |